# Hugoldsdorf
Hugoldsdorf är en kommun och ort i Landkreis Vorpommern-Rügen i förbundslandet Mecklenburg-Vorpommern i Tyskland.
Kommunen ingår i kommunalförbundet Amt Recknitz-Trebeltal tillsammans med kommunerna Bad Sülze, Dettmannsdorf, Deyelsdorf, Drechow, Eixen, Grammendorf, Gransebieth, Lindholz och Tribsees.